# Лопес, Максим
Макси́м Байла Ло́пес (фр. Maxime Baila López; 4 декабря 1997 года, Марсель, Франция) — французский футболист, полузащитник клуба «Сассуоло», выступающий на правах аренды за «Фиорентину».
Его младший брат Жюльен также футболист.

## Клубная карьера
Лопес является воспитанником «Марселя». С 2014 года играет во второй команде. 26 апреля 2014 года дебютировал за неё в поединке против «Агде». 8 апреля 2016 года забил свой первый мяч в профессиональном футболе в ворота «Коломье». Всего за вторую команду провёл 27 игр, забил два мяча. Во время выступления появлялась информация, что в услугах молодого полузащитника заинтересован «Ливерпуль».
С конца сезона 2015/16 стал привлекаться к основной команде. Уже в следующем сезоне, 21 августа 2016 года дебютировал в Лиге 1 в поединке против «Генгама», выйдя на замену на 60-й минуте вместо Буна Сарра.
19 октября 2017 забил первый гол в Лиге Европы в матче против "Витории Гимарайнш" (2:1).
15 апреля 2018 достиг отметки в 50 матчей за "Олимпик" в игре против "Труа"(3:2).